# 奥神鍋スキー場
奥神鍋スキー場（おくかんなべスキーじょう）は、兵庫県豊岡市の神鍋高原にあるスキー場である。愛称はオクカン。

## 特徴
神鍋高原スキー場の中で最も奥に位置する。人工造雪機があるためシーズンを通して楽しめる。ナイター営業もある。
中 - 上級者向けコースが比較的多いが、上級者向けゲレンデでも迂回コースを使えば初級者も滑降可能。
四季の森リフトを経由して、万場スキー場と往来できる。

## コース
- リフト本数 - 7本
- 最長滑走距離 - 3.1km
- 総コース数 - 7コース
- 最大斜度 - 35度（弾丸コース）
- 標高トップ - 940m
- 標高ボトム - 380m
- コース難易度 - 初級30%・中級40%・上級30%
- スノーボード - 全面滑走可

## 交通アクセス
- JR山陰本線江原駅から全但バスにて『東河内・万場行き』に乗車、『山田』下車。